# Table des Marchand
Die Table des Marchand (deutsch Tisch der [Kaufmanns-Familie] Marchand, bretonisch An Daol Varchant) liegt in Locmariaquer im Département Morbihan in der Bretagne in Frankreich. Das megalithische Bauwerk wurde bereits im Jahr 1889 zum Monument historique erklärt.

## Datierung
Ausgrabungsarbeiten in den 1980er und 1990er Jahren haben ergeben, dass das jungsteinzeitliche Bauwerk wahrscheinlich zu Beginn des 4. Jahrtausends v. Chr. errichtet wurde, nachdem eine Steinreihe aus 16 Plattenmenhiren ('alignement a-q') aus der Zeit um 4500 v. Chr., welche auf der Stelle der heutigen Grabkammer stand, zerstört worden war. Das Bauwerk wurde wahrscheinlich bis in die Bronzezeit (d. h. bis um 2000 v. Chr.) genutzt und wird seit dem 18. Jahrhundert beschrieben.

## Funktion
Wie in vielen Dolmen, so wurden auch in der Table des Marchand keinerlei Gebeine oder Grabbeigaben gefunden, so dass einige Forscher die Vermutung geäußert haben, dass es sich bei einigen Bauten mit einer großen Hauptkammer möglicherweise eher um Kult- oder Versammlungsplätze gehandelt habe. Darüber hinaus ist es auch möglich, dass sich die Nutzung des Bauwerks im Lauf der Zeit gewandelt hat und eventuell vorhandene Bestattungsreste in späterer Zeit entfernt wurden.

## Architektur

### Rekonstruktion

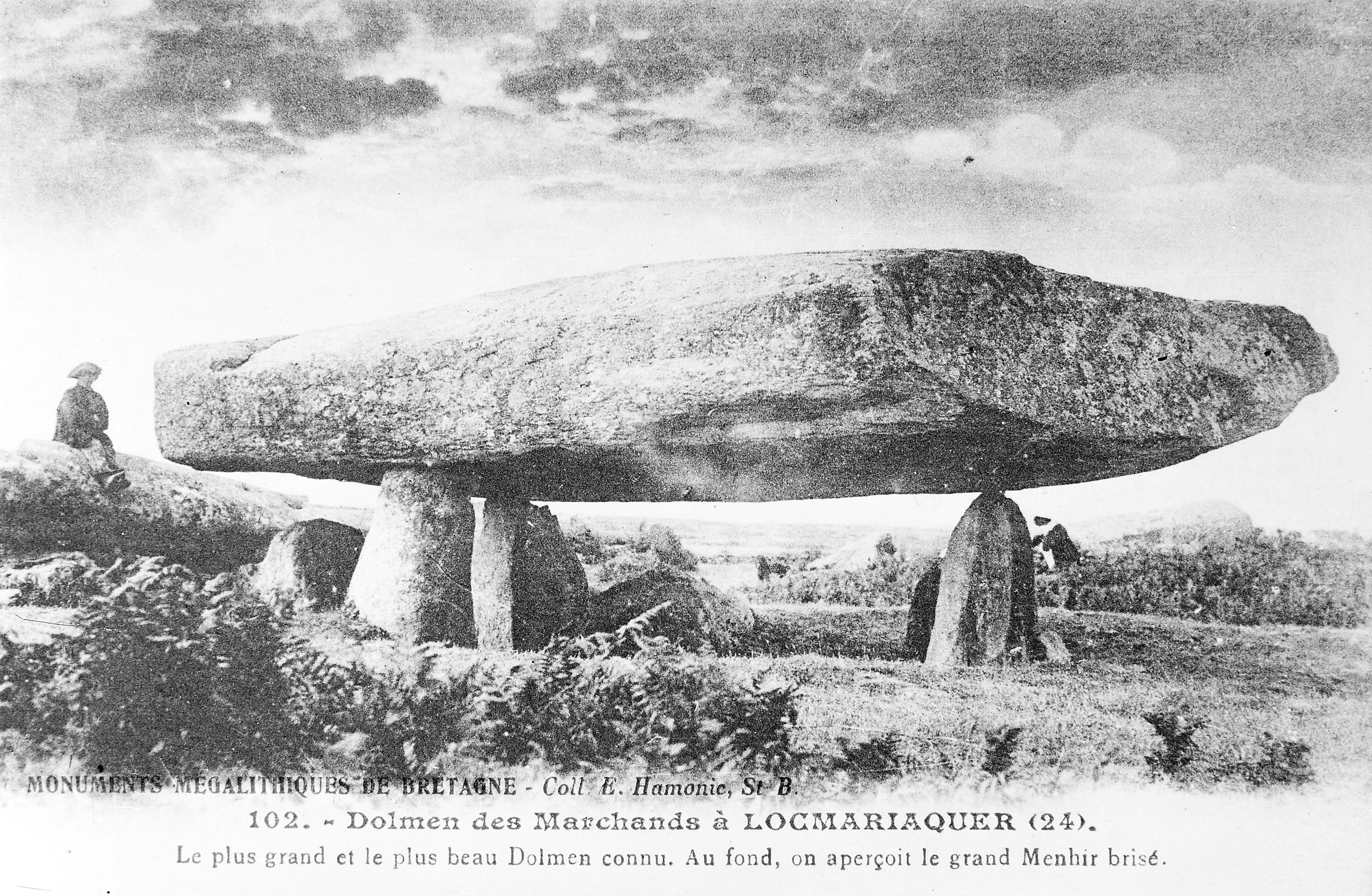
Ehemaliges Erscheinungsbild der Table des Marchand

Zum Schutz der Gravuren im Innern des Bauwerks wurden im Rahmen der Ausgrabungsarbeiten Gang und Cairn – im Wesentlichen nach dem Vorbild von Gavrinis – rekonstruiert. Dabei wurden die meisten Tragsteine (Orthostaten) sowie sämtliche Decksteine des Gangbereichs völlig neu zugehauen und eingesetzt. Anschließend wurden die Lücken zwischen den Megalithen mit Bruchsteinen geschlossen und der Cairn aufgeschichtet.

### Untergrund
Bei den genannten Ausgrabungs- und Rekonstruierungsarbeiten wurde festgestellt, dass der sandige Baugrund von den Baumeistern der Megalithzeit mit Flintsteinen, Kieseln und Keramikscherben angereichert wurde – wahrscheinlich um ein Einsinken des gewaltigen Bauwerks zu verhindern.

### Steine
Das beim Bau verwendete Steinmaterial war hauptsächlich vor Ort anstehender Granit; die Steine der Bodenplatte bestehen hingegen aus dem ebenfalls in der Nähe vorkommenden Sandstein. Mehrere Steine (darunter zwei gegenüberliegende Steine im Gang und die etwa 5,70 m in der Länge und ca. 4,10 m in der Breite messende Deckenplatte) bestehen aus sogenanntem Orthogneis, der leicht zu bearbeiten war, jedoch aus Steinbrüchen bei der etwa 10 km nördlich gelegenen Stadt Auray herbeigeschafft werden musste und bei den älteren – später allesamt zerbrochenen – Großmenhiren häufiger verwendet wurde. Der beinahe dreieckig behauene Hauptstein der Grabkammer wurde aus hellerem und ebenfalls leicht zu bearbeitenden Sandstein gefertigt.

### Cairn

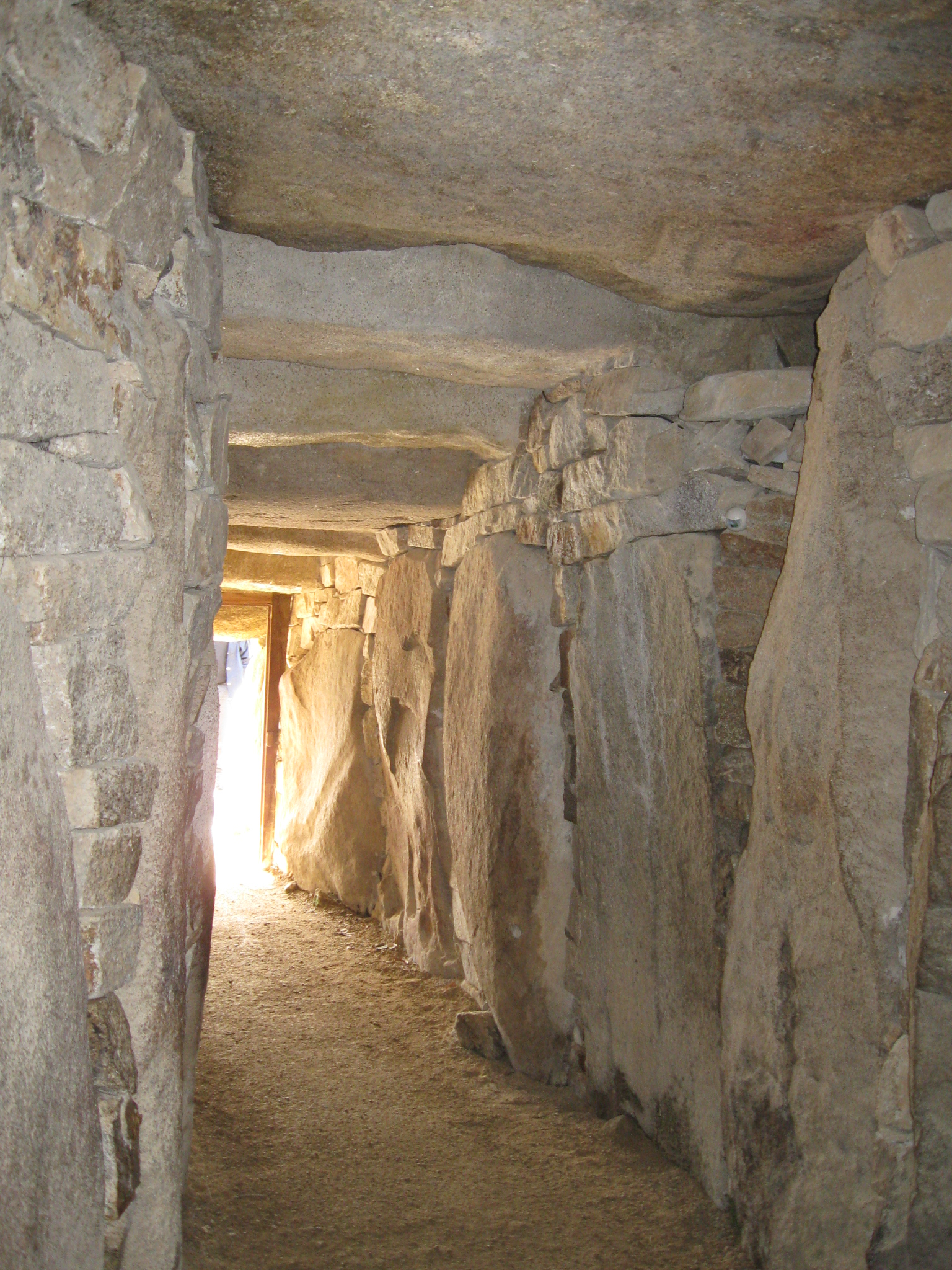
Table des Marchand – Höhenabstufung des Ganges

Die heutige Anlage ist ein weitgehend rekonstruierter Dolmen in einem Steinhügel. Ausgrabungen haben gezeigt, dass der Bau von einem zweistufigen Cairn aus kleinen Bruchsteinen eingefasst war, der – zur Abwehr von eindringendem Regenwasser – möglicherweise eine Abdeckung aus Sand, Erde und Gras erhielt. Der Cairn oder Tumulus wurde jedoch bereits vor Jahrhunderten abgetragen, so dass sich das Bauwerk lange Zeit als monumentaler tischförmiger Dolmen (daher der Name) präsentierte.

### Dolmen

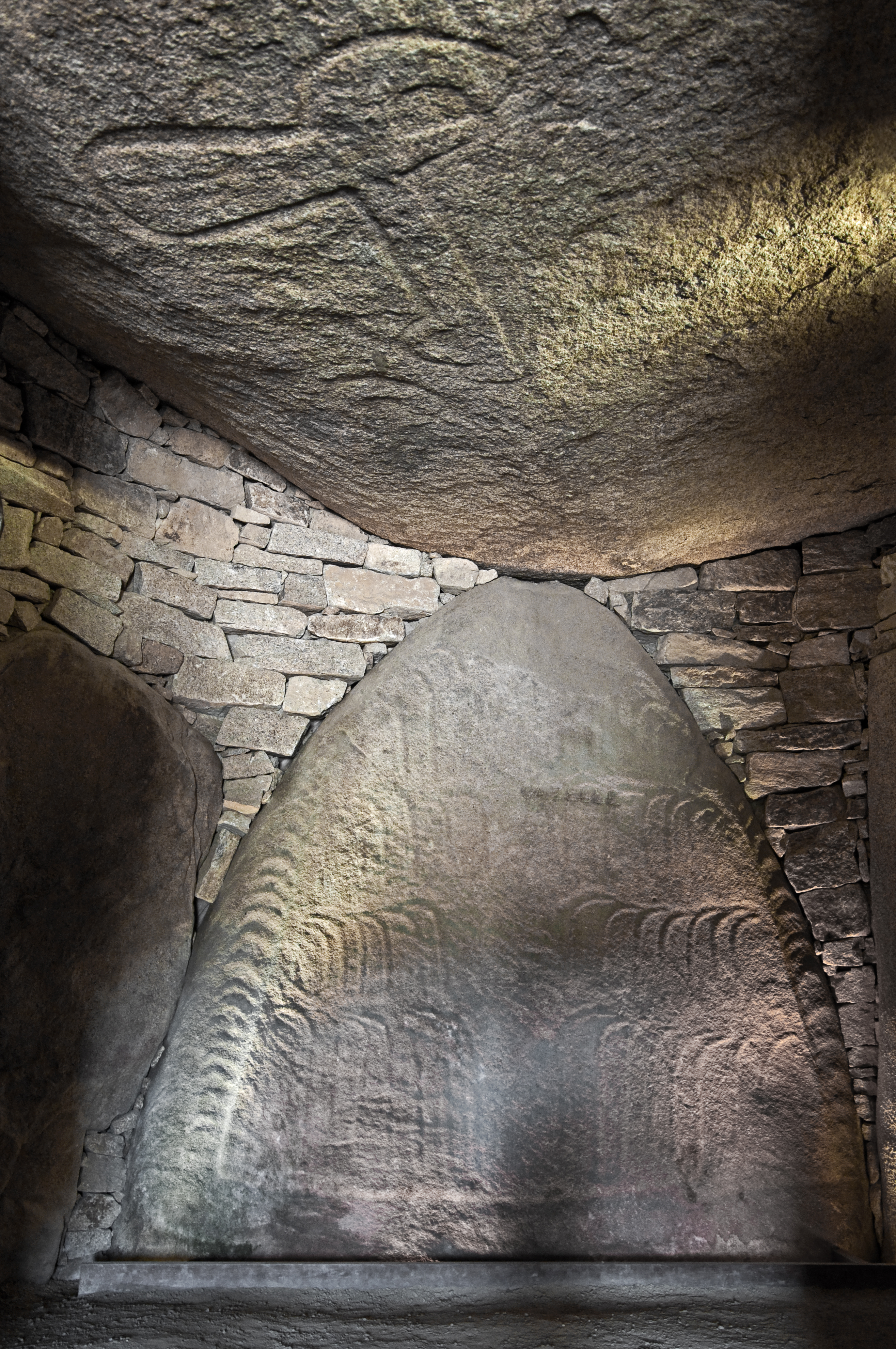
Table des Marchand – Grabkammer

Am nur etwa 1,40 m hohen Trilithenportal des Dolmens mussten und müssen Besucher Kopf und Rücken beugen, was durchaus als – zwangsweise eingeforderte – Ehrerbietungsgeste verstanden werden muss. Diese Tatsache – sowie ein nicht vorhandener Verschlussstein am Eingang – lassen darauf schließen, dass das Bauwerk über einen langen Zeitraum für Besucher offenstand. Hinter dem Eingang steigt die Höhe der Decksteine bis hin zur etwa 2,70 m hohen Hauptkammer gleichmäßig an – ein Gestaltungselement, das sich bei etlichen, jedoch nicht bei allen Ganggräbern findet.

## Ornamentik
Während die Tragsteine (Orthostaten) im Gang allesamt undekoriert sind, zeigt der insgesamt etwa 3,20 m hohe und spitzbogig behauene Stein an der Stirnseite der Kammer 49 reliefartig herausgearbeitete und nach links oder rechts weisende Krummstäbe; sie wurden als Waffen, aber auch als Sonnenstrahlen oder Ähren gedeutet. Ein weiterer Stein mit einfacher gestalteten Krummstäben befindet sich in der Hauptkammer von Gavrinis. Am äußeren Rand des Steins, dessen sichtbarer Teil annähernd die Form eines Schildes hat, wiederholt sich das Krummstab- oder Hakenmotiv. In der Mitte befindet sich ein stark verblasstes Symbol sowie die Inschrift „Gazelle“, welche wahrscheinlich zu Beginn des 20. Jahrhunderts von der schiffbrüchig gewordenen und hier Schutz suchenden Besatzung eines Fischerboots eingeritzt wurde. Mit seiner spitzbogigen, beinahe dreieckigen Form ist dieser Stein in seiner Funktion als Tragstein so ungewöhnlich, dass die Forschung heute davon ausgeht, es handele sich um eine bereits an diesem Platz befindliche Stele, die erst zu einem späteren Zeitpunkt in den Dolmen integriert wurde.
Auf der nach unten gewölbten Deckenplatte, die das untere Teilstück eines – wahrscheinlich absichtlich zerstörten – älteren Menhirs ist, dessen Mittel- und Oberteil sich als Deckenplatten der Hauptkammern in den Dolmen von Gavrinis bzw. von Er Grah befinden, sind die Darstellungen eines sogenannten Axtpfluges sowie die Vorderbeine, der Brustbereich und Kopfteile eines Rindes zu erkennen; die Hörner des Tieres finden sich auf dem Deckstein von Gavrinis.

## Bedeutung
Die Table des Marchand in ihrem rekonstruierten Zustand ist zweifellos eines der imposantesten Monumente der europäischen Megalithkultur. Die Wiederverwendung von Steinen von zerstörten älteren Menhiren lässt auf einen – möglicherweise tiefgreifenden – kulturell-religiösen Wandel in der Zeit um 4000 v. Chr. schließen.

## Umgebung
In unmittelbarer Nachbarschaft zur Table des Marchand liegen der umgestürzte Grand Menhir-Brisé und der Dolmen Er Grah (oder Er Vinglé). Das Ganggrab von Mané Rutual und der in vier Teile zerbrochenene Bronzo-Menhir (Men-Bronso) befinden sich in etwa 300 bis 350 m Entfernung.